# Alvare XIII du Kongo
Alvare XIII du Kongo (Ndongo  en kikongo, D. Alvaro XIII en portugais ; mort en 1875) a été manikongo du royaume du Kongo de 1857 à 1859.

## Origine
D. Alvaro Makadolo marquis de Dongo est le fils d'une sœur aînée prédécédée du roi Henri III du Kongo. À la mort de ce dernier le 23 janvier 1857, il est désigné comme  roi à Sao Salvador  conformément aux coutumes de transmission matrilinéaire du royaume

## Règne
Dans l'attente des obsèques du défunt roi la transition du pouvoir est confiée à Dona Isabella une autre sœur d'Henri III, qui met à profit la situation pour promouvoir les droits au trône de ses propres fils D. Afonso duc de Mbamba, D. Pedro Lefula marquis de Katende et D. Henrique Nuzanga
Ces deux derniers concluent en juin 1857 un accord avec les portugais selon lequel ils reconnaitraient l'autorité du roi de Portugal si ce dernier favorisait l'accession au trône de D. Pedro.
Dom. Pedro, Marquis de Katende, demande au Portugal d'envoyer des prêtres à S. Salvador pour le couronner. En octobre 1858 deux prêtres se dirigent vers São Salvador Afin de prévenir l'opposition de D. Álvaro Dongo, ils sont escortés d'une trentaine de soldats. Mais Ils s'arrêtent à Kinilasa, ce dernier n'osant pas les accompagner dans la capitale. À ce moment la reine douairière  D. Ana, le duc de Mbamba et Don. Álvaro Dongo, exhortent les prêtres de se rendre à São Salvador afin de procéder aux obsèques du défunt roi. Ils procèdent donc aux funérailles d'Henri III entre le 1/22 octobre, puis effectuent  grand nombre de baptêmes mais refusent de couronner D. Álvaro Dongo, qui dirigeait  la ville avec l'appui de la population.
Le gouvernement de Luanda  décide d'imposer D. Pedro par la force. À la mi-1859, le capitaine d'artillerie, Joaquin Guzman Militão le  Capitaine de Zacarias da Silva Cruz et les prêtres d'Ambriz et Bembe investissent la capitale avec  Dom. Pedro mais  n'osent pas l'attaquer.
Pierre VI est finalement  couronné à Mbanza a Puto le 7 août 1859. À cette occasion, le roi  signe un engagement d'hommage à la couronne de Portugal, confirmé par serment. Ce document est publié au Journal officiel la Gazette d'Angola le 17 septembre 1859. L'acte est signé par le roi Pierre VI, les deux commandants militaires et les deux prêtres; D. Álfonso, duc de Mbamba, frère du nouveau roi, D. Álvaro de Agua Rosada, chef de Mbanza Puto; D. Antonio, le frère de la reine douairière et trois fonctionnaires du roi.
Cependant, Pierre VI qui n'est toujours pas  entré dans sa capitale São Salvador. Il y parvient seulement le 16 septembre 1860, avec l'appui d'une force portugaise commandée par le lieutenant de vaisseau Baptista de Andrade à la tête d'un corps expéditionnaire de 750 hommes.
Alvare XIII du Kongo se réfugie auprès d'un de ses frères ou neveu D. Rafael. Trois semaines plus tard, le 9 octobre, avec plus de 2 000 guerriers, D. Álvaro a lance une contre-attaque contre la résidence de Pierre VI. Elle est repoussée par les soldats portugais, qui en représailles, brûlent treize villages de ses partisans. D. Álvaro refuse néanmoins de se soumettre.
En avril 1898, longtemps après la mort (naturelle)  de D. Álvaro Dongo  en 1875  et celle de Pierre VI  le résident portugais, José Leal Heliodoro  qui représente l', autorité administrative, après la réoccupation militaire du Kongo en 1888, réussit à reprendre les relations entre les partisans de Dongo représentés par le « roi » Raphaël (II) qui s'était proclamé souverain sur le seul territoire qu’il contrôlait (Nkunga) et procède à  l’inhumation définitive de l'ancien roi détrôné.

## Sources
- (en + de) Peter Truhart, Regents of Nations, K.G Saur Münich, 1984-1988  (ISBN 359810491X), Art. « Costal States / Küstenstaaten », p. 240
- François Bontinck « Pedro V, Roi de Kongo, face au partage colonial » dans Africa: Rivista trimestrale di studi e documentazione dell’Istituto italiano per l’Africa e l’Oriente Année 37, No. 1/2 (Marzo-Giugno 1982), p.  1-53